# Komunikacja miejska w Częstochowie
Komunikacja miejska w Częstochowie – system kilkudziesięciu linii autobusowych i tramwajowych funkcjonujących w granicach miasta Częstochowa i okolicznych gminach, organizowany na zlecenie miasta przez Miejski Zarząd Dróg i Transportu w Częstochowie. Jedynym przewoźnikiem jest Miejskie Przedsiębiorstwo Komunikacyjne w Częstochowie. Na system składają się 3 dzienne linie tramwajowe miejskie, 26 dziennych linii autobusowych miejskich, 8 dziennych linii autobusowych podmiejskich oraz 1 nocna linia autobusowa miejska. Dziennie z usług komunikacji publicznej organizowanej przez miasto korzysta w mieście i regionie 124 000 osób.

Linie autobusowe i tramwajowe w Częstochowie (2013)

## Historia

### Komunikacja w XIX i na początku XX wieku
Częstochowa jako jednolite miasto powstała w 1826 roku. Wraz z gwałtownym rozwojem miasta w drugiej połowie XX wieku i szybkim przyrostem populacji zaczęły pojawiać potrzeby tworzenie komunikacji miejskiej. Pierwszym środkiem publicznego transportu były dorożki, które pojawiły się na ulicach miasta w połowie XIX wieku. W mieście znajdowało się wówczas 15 dorożek, które stacjonowały w często zmieniających się lokalizacjach. Do końca wieku stanowiły one jedyny środek komunikacji na terenie miasta.
Rosnące zapotrzebowanie na usługi przewozowe na początku XX wieku spowodowało, że władze miasta zaczęły interesować się utworzeniem w Częstochowie komunikacji tramwajowej. Próby budowy sieci tramwajowej podejmowano w roku 1903, 1905, 1908 i 1913. Za każdym razem miasto zainteresowane było utworzeniem sieci tramwajów elektrycznych, choć oferty składane miastu obejmowały także tramwaj konny i pneumatyczny. Z wyjątkiem 1908 roku, gdy miasto podpisało umowę na budowę sieci, próby kończyły się unieważnianiem przetargów. Inicjatywa z 1909 roku upadła z powodu niechętnej postawy władz gubernialnych w Piotrkowie.
Pomimo nieudanych prób z uruchomieniem tramwajów, w 1908 roku uruchomiono inny środek komunikacyjny – omnibus. Linia omnibusowa kursowała ze śródmieścia do stanowiącego wówczas osobną miejscowość Rakowa. Z powodu niskiej ceny omnibus cieszył się dużym zainteresowaniem, ale już po roku linia została zlikwidowana. Powodem była agresja rakowskich dzieci, które atakowały pojazdy, oraz reakcja Towarzystwa Opieki nad Zwierzętami, które zwracało uwagę na cierpienie koni i domagało się zmiany zaprzęgu w trakcie kursów.

### Okres międzywojenny i II wojna światowa
W początkowym okresie niepodległości uruchomione zostały pierwsze kursy komunikacji podmiejskiej, prowadzone przez prywatne firmy używające ciężarówek z wojennego demobilu. Przez cały okres dwudziestolecia istniały liczne firmy oferujące komunikację międzymiastową na różnych liniach. Kursy były obsługiwane pojazdami mogącymi pomieścić kilkanaście osób.
W chwili uzyskania niepodległości miasto było zapóźnione infrastrukturalnie, w związku z czym kwestią budowy komunikacji miejskiej zaczęto zajmować się dopiero pod koniec lat 20. XX wieku. Wobec wielości potrzeb zrezygnowano z budowy sieci tramwajowej i zdecydowano się na uruchomienie komunikacji autobusowej.
W roku 1928 rozpoczęto przygotowania do uruchomienia komunikacji autobusowej na terenie Częstochowy, powołując Miejską Komunikację Autobusową, która była komercyjnym przedsiębiorstwem komunalnym. Zajezdnię wybudowano na rogu ul. Olsztyńskiej i Strażackiej. Zarząd Miasta zakupił 10 podwozi marki Mercedes, na których zbudowano w Białymstoku autobusy.
15 stycznia 1929 roku uruchomiono pierwsze przewozy. Początkowo uruchomiono linie A i C, które kursowały z Rynku Wieluńskiego i spod Jasnej Góry przez Aleje NMP i ul. Krakowską na Raków, a ich sparowanie zapewniało kursy co 12 min. na wspólnym odcinku. Następnie uruchomiono linię Z z Zacisza przez Stradom na Aniołów oraz W ze Stradomia przez Aniołów na Wyczerpy. Obie linie kursowały co 70 min., zapewniając częstotliwość 35 min. na wspólnym odcinku. Autobusy często jednak się psuły, co było spowodowane złym stanem ulic. Straty powodowało także ukrywanie przez konduktorów wpływów poprzez wielokrotne sprzedawanie tych samych biletów. W efekcie tych czynników, pomimo dużej frekwencji w autobusach, przedsiębiorstwo było nierentowne, w związku z czym 31 marca 1932 roku zlikwidowano je, a autobusy zlicytowano.
Ważnym wydarzeniem w historii komunikacji miejskiej był bojkot jej przez żydowskich przewoźników, obsługujących dojazdy na cmentarz żydowski. Dorożkarze utrudniali pasażerom dostanie się do autobusów, a także wyciągali ich siłą z pojazdów. W efekcie przewoźnik autobusy wycofał się z dojazdów pod cmentarz.
7 maja 1932 roku miasto powierzyło komunikację miejską Polskiemu Towarzystwu Samochodów Citroen sp. z o.o. na zasadzie koncesji opłacanej czynszem 500 zł miesięcznie. 15 czerwca 1932 r. PTS Citroen wznowił komunikację dwoma własnymi autobusami i jednym wypożyczonym od miasta, natomiast pozostałe autobusy dawnej MKA miasto bez powodzenia usiłowało sprzedać. Początkowo funkcjonowały linie A z Rynku Wieluńskiego na Raków oraz Z z Zacisza na Ostatni Grosz. Obie linie miały częstotliwość 45 min.
Po sprowadzeniu kolejnych autobusów 19 lipca uruchomiono nowy układ linii: A z Rynku Wieluńskiego na Raków, B z ul. Barbary na Raków, C z Jasnej Góry na dworzec kolejowy przy ul. Piłsudskiego oraz Z z Zacisza na Stare Miasto. Linie A, B i C kursowały co 40 min., Z co 30 min. W okresie pielgrzymkowym linię C uruchamiano co 20 min. PTS Citroen również nie potrafiło osiągnąć zysków i zamknęło działalność po kilku miesiącach, porzucając tabor i pracowników.
Byli pracownicy PTS Citroen założyli spółki, które podzieliły się rynkiem. Od 1934 roku do wybuchu II wojny światowej przedsiębiorstwa prywatne przejęły także organizację komunikacji. Ceny przejazdów były wówczas wysokie, by firmy mogły osiągnąć zyski, w efekcie czego jedynie niewielki odsetek mieszkańców mógł pozwolić sobie na korzystanie z komunikacji. Kondycja firm przewozowych poprawiła się w 1938 roku, dzięki czemu unowocześniono flotę autobusów.
Wraz z początkiem wojny autobusy miejskie skonfiskowało i wykorzystywało na swoje potrzeby wojsko. 2 września na drodze do Lelowa autobusy zostały ostrzelane przez niemieckie czołgi. W okresie okupacji nie działała żadna forma komunikacji miejskiej.

### Prywatne spółki przewozowe po II wojnie światowej
Po wyzwoleniu zapanował ustrój socjalistyczny, a szybka rozbudowa przemysłu przyczyniła się do zwiększenia potrzeb komunikacyjnych. Po 1945 roku wznowily działalność dwa przedsiębiorstwa komunikacji miejskiej i trzy komunikacji podmiejskiej, które funkcjonowały do końca lat 40., kiedy zostały w ramach działań państwowych doprowadzone do bankructwa i zastąpione przez państwowy PKS. Komunikację miejską prowadziły „Zgoda” i „Autokomunikacja”, a podmiejską i międzymiastową organizowały „Polonia”, „Czyn” i „Trans-pol”. Wszystkie pięć firm wykorzystywało niemieckie autobusy z demobilu bądź tabor nabywany nielegalnie od Armii Czerwonej.
Udzielona przez Zarząd Miasta koncesja dla „Zgody” dotyczyła linii „1” (Parki Podjasnogórskie-Krakowska-Raków) i „2” (Ostatni Grosz-Lisiniec), a dla „Autokomunikacji” udzielono zgody na linie „7” (Św. Barbary-Cmentarz Żydowski) i „8” (Wyczerpy Dolne-Zacisze). W połowie sierpnia 1949 roku firmy zlikwidowano w ramach walki z przedsiębiorczością prywatną, a komunikację miejską przejął PKS i działał na liniach miejskich do 28 lutego 1950 roku. 1 marca 1950 roku obsługę ruchu na tych samych liniach „1”, „2”, „7” i „8” przejęły Miejskie Zakłady Komunikacyjne, które 23 listopada przemianowane zostało na Miejskie Przedsiębiorstwo Komunikacyjne.

### Utworzenie komunikacji państwowej
Początkowo MPK nie posiadało własnego zaplecza technicznego ani pomieszczeń biurowych. Tabor był garażowany na terenie innych zakładów, a biura mieściły się w różnych punktach miasta. W 1950 roku MPK zaczęło otrzymywać nowy tabor autobusowy złożony z węgierskich autobusów Mavag, zwiększono także liczbę linii do siedmiu. Nowymi liniami były „3” (Rynek Wieluński-huta), „7B” (Św. Barbary-Kucelin) i „8A” (Wyczerpy Dolne-Zacisze).
Na początku maja 1953 roku, w związku ze wzrostem potoków pasażerskich, wprowadzono nowy układ komunikacyjny obejmujący 9 linii z punktem węzłowym na placu Daszyńskiego:
- 1 Daszyńskiego-Raków
- 2 Daszyńskiego-Lisiniec
- 3 Daszyńskiego-Lisiniec
- 4 Daszyńskiego-św. Barbary
- 5 Daszyńskiego-Zacisze
- 6 Daszyńskiego-Sabinów
- 7 Daszyńskiego-Olsztyńska-Kucelin
- 8 Daszyńskiego-Wyczerpy Dolne
- 9 Daszyńskiego-Złota-Kucelin

W 1956 roku linię 3 skierowano na Grabówkę, 4 przedłużono do Gnaszyna, 5 z Zacisza poprowadzono na Ostatni Grosz (bez pętli na Daszyńskiego), 7 skrócono do cmentarza żydowskiego. Uruchomiono też linię 10 do Dźbowa (podmiejska), 11 do Rędzin (podmiejska), 12 na Kucelin, 13 do Wrzosowej (podmiejska) oraz 14 na Błeszno. Rok później uruchomiono linię 15 (Rynek Wieluński-Złota), a w 1958 roku 16 (Daszyńskiego-Mstów), 17 (pl. Hutników-Blachownia) i 18 (7 Kamienic-Kiedrzyn).

### Budowa sieci tramwajowej
Decyzja o stworzeniu komunikacji tramwajowej zapadła w 1951 roku, ale prace podjęto w 1955 roku i z powodu przedłużających się prac drogowych pierwszy tramwaj kursować zaczął dopiero 8 marca 1959 roku. Wtedy uruchomiono nową zajezdnię tramwajową oraz 4-kondygnacyjny budynek przy ul. Źródlanej, w którym do dziś mieści się siedziba MPK.
Oddana linia tramwajowa miała długość 7,1 km. Była to trasa dwutorowa, która biegła po wydzielonej stronie jezdni od ulicy Worcella, wzdłuż alei Kościuszki, Wolności, Niepodległości (wówczas ZWM) i Pokoju do pętli na Kucelinie. Natomiast 21 lipca 1959 roku uruchomiono drugą linię, która stanowiła odgałęzienie od pierwszej do dzielnicy Stary Raków (w ciągu ulicy Łukasińskiego) o długości 1,5 km. Linię tramwajową obsługiwało w 14 wozów silnikowych oraz 26 wozów doczepianych.
Pierwsze lata po oddaniu linii tramwajowej upłynęły na planowaniu kolejnych linii, ale żaden z tych projektów nie został zrealizowany.
Uruchomienie linii tramwajowej połączono z modyfikacjami linii autobusowych. Linię „2” przedłużono z placu Daszyńskiego do ul. Ogrodowej, a
linię „15” z Rynku Wieluńskiego na Lisiniec, a linie „8” i „11” do placu Biegańskiego. Powstała też nowa linia podmiejska do Konopisk (12), a linia autobusowa „1” została zlikwidowana. W 1960 roku linię 6 przedłużono do politechniki, a 15 do Koksowni. Rok później utworzono linię „19” z Częstochowy do Czarnego Lasu i „20” (Mirów-III Aleja), „21” (plac Biegańskiego-Olsztyn), 22 (Wyczerpy Dolne do dworzec Stradom), 23 (Pokoju-szpitala Tysiąclecia), 24 (Lisiniec-ul. Armii Ludowej). Linię „4” skierowano ul. Kopernika zamiast ul. Sobieskiego, a „11” wydłużono do Rudnik, „13” do Huty Starej A, a „19” do Kuźnicy Kiedrzyńskiej. W 1962 roku linie „23” i „24” zlikwidowano, linię „5” z Zacisza wydłużono na Wyczerpy, a „20” do Rynku Wieluńskiego. Rok później linię „2”, „8” i „11” skrócono do placu Daszyńskiego, „19” do dzielnicy Tysiąclecie, a linie „13” i „21” do al. Pokoju.

### Reorganizacja komunikacji w latach 60.
W 1962 roku opracowano Studium Koncepcyjne Układu Komunikacyjnego miasta Częstochowy na lata 1970 i w perspektywie roku 1980. Na jego podstawie przeprowadzono reorganizacje ruchu na liniach autobusowych w 1964 roku, a wprowadzony system funkcjonuje do dziś z niewielkimi zmianami. Wprowadzono wtedy podział numeracji linii na tramwajowe (1-9), autobusowe miejskie (11-49) i autobusowe podmiejskie (50-99). Jedną z ważniejszych zmian było przemianowanie części linii podmiejskich na miejskie w związku z poszerzeniem obszaru miasta (1977).
Utworzono następujące linie:
- 11: Św. Barbary-Złota/koksownia
- 12: Liszka-Pokoju
- 13: Zawodzie-szpitala Tysiąclecia
- 14: Wyczerpy Dolne – ZGH „Sabinów”
- 14 bis: Wyczerpy Górne-Zacisze
- 15: Osiedle Sobieskiego-Tysiąclecie
- 50: Kiedrzyn-7 Kamienic
- 51: Biegańskiego-Konopiska-Kopalnia
- 52: Biegańskiego-Blachownia
- 53: Huta Stara A-Pokoju
- 54: Biegańskiego-Grabówka-Szarlejka-Wręczyca
- 55: Tysiąclecie-Lubojna
- 56: Daszyńskiego-Rudniki
- 57: Osiedle Sobieskiego-Mstów
- 58: Pokoju-Olsztyn
- 59: Tysiąclecie-Kuźnica Kiedrzyńska
- 60: Mirów-Dźbów

W grudniu 1966 roku po raz pierwszy w Częstochowie rozpoczęto użytkowanie autobusów przegubowych. W 1969 roku natomiast linię „50” skierowano z Kiedrzyna na Błeszno, a w zamian na ul. 7 Kamienic poprowadzono trasę linii „18”. Dalsza rozbudowa huty w kolejnym roku spowodowała wydłużenie linii „11” do walcowni blach grubych. W roku 1971 oddano natomiast do użytku nowy odcinek linii tramwajowej w dzielnicy Tysiąclecie, jednocześnie kilka miesięcy później zlikwidowano jednotorową odnogę w dzielnicy Raków. Oddanie do użytku nowej linii tramwajowej powiązano ze zmianami w układzie linii „13”, „15”, „18”, „54”, „55”, „59” i „60”, utworzono także linię „16” (Rolnicza–dworzec Stradom) i „61” (Kilińskiego-Rząsawa).
W 1972 roku linię „53” wydłużono do walcowni blach grubych, „11” skrócono do III Alei, a „12” wydłużono do ul. Lwowskiej. W rok później zmieniono trasy linii podmiejskich „56”, „57”, „58” i „61”, które odtąd zaczynały kursy na przystanku na ul. Piłsudskiego. W tym samym roku utworzono też linię „12 bis”, wariant linii „12” skrócony do ul. Łęczyckiej, oraz „52 bis”, wariant „52” na odcinku z Gnaszyna do centrum. Utworzono także linię „20” (Wyczerpy Dolne-ul. Bór), a linię „13” przedłużono do ul. Polskiego Czerwonego Krzyża.

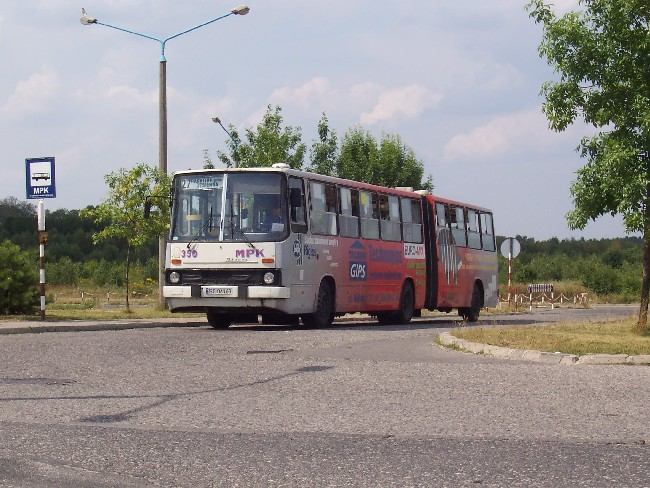
Ikarus 280, linia nr 27

W roku 1975 uruchomiono linie autobusowe „62” (Focha-Kawodrza) i „63” (Nowowiejskiego-Kłobuck). Rok później linię „59” wydłużono od Kuźnicy Kiedrzyńskiej do Kuźnicy Lechowej, a linię „58” z Olsztyna do Biskupic. Wkrótce potem kursy do Biskupic oznaczono jako „58 bis”, a skrócone do Huty Starej B kursy linii „53” oznaczono jako „53 bis”.

### Zmiany spowodowane rozszerzeniem granic miasta
Po poszerzeniu terytorium miasta pod koniec lat 70. dokonano zmiany numeracji części linii podmiejskich na miejskie:
- 50 → 21
- 60 → 23
- 61 → 22
- 62 → 24

Uruchomiono także nowe linie:
- 19 (Bugajska-Grabówka)
- 19 bis (Bugajska-Żabiniec)
- 25 (16 Stycznia-Brzeziny Wielkie)
- 61 (Focha – Aleksandria)

Linia „11” została wydłużona do ul. Herbskiej, „15” do dworca kolejowego Stradom, „16” do ul. Bór, „17” do Kawodrzy Górnej, „24” do Liszki Dolnej, „54” do Wręczycy Wielkiej. Linię 24 skierowano do Liszki Dolnej przez Gnaszyn, a linię „12 bis” zlikwidowano wzmacniając linię „12”.
W roku 1978 powstała linia podmiejska „62” do Blachownii przez Łojki i Ottonów. Zmieniono także trasy autobusów miejskich. „12” skierowano przez ul. Limanowskiego, „13” i „16” przez nowo otwarty odcinek ul. Dąbrowskiego, „21” przez ul. Rakowską, „23” przez III Aleję i Pułaskiego, a „14”, „17”, „25” przez ul. Bohaterów Monte Cassino. Linia „20” została wydłużona do Wyczerp Górnych. W 1979 roku dokonano kolejnych zmian, m.in. utworzono linie pośpieszne („101 do Kłobucka i „B” z ul. PCK na ul. Jesienną). Linię „19” przemianowano na „26” i skierowano na ul. Jesienną, a „19 bis” przemianowano na „19”. W tym samym roku linię „18” wydłużono wzdłuż ul. św. Jadwigi do cmentarza św. Rocha, linię „50” wydłużono na terenie Kłobucka, a „101” w tym mieście skrócono.
W 1980 roku linie „15” i „25” wydłużono do ul. Kukuczki w dzielnicy Północ, a „16” skierowano przez ul. Okólną. Jednocześnie zlikwidowano linię „B”. Utworzono także linię „12 bis”, która była wariantem linii „12” do ul. Wielkoborskiej. Dwa lata później uruchomiono linię „15 bis”, która kursowała na odcinku budującej się nowej linii tramwajowej. Uruchomiono także nową pętlę przy ul. Focha, gdzie skierowano linie „24”, „50”, „52”, „54”, „55”, „59”, „62” i „101”. W grudniu linię „24” przemianowano na „63” i skierowano do szpitala w Blachowni.
W roku 1983 linię „101” przemianowano na „64” oraz utworzono linię „24” (Jesienna-Michałowskiego-Kukuczki).

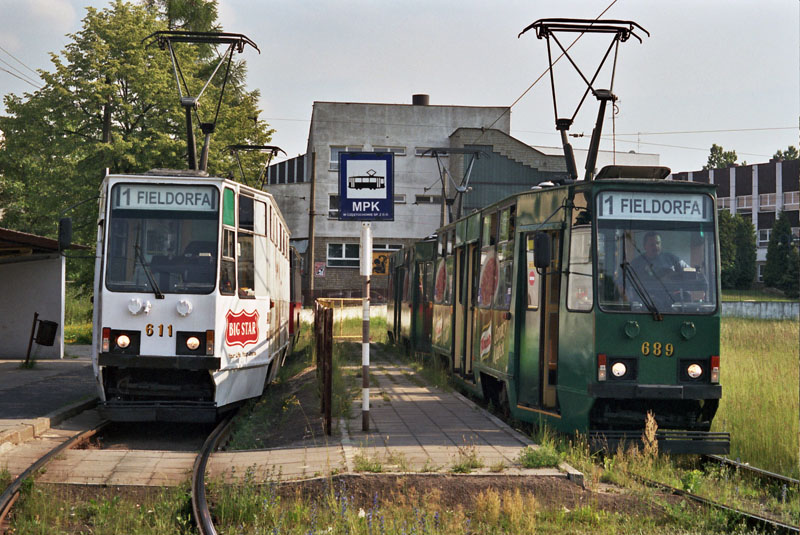
Należące do MPK w Częstochowie tramwaje typu 105Na.

16 stycznia 1984 roku trasę tramwajową przedłużono od ul. 16 Stycznia (ob. ul. Kiedrzyńska) do nowo wybudowanej pętli przy al. Wyzwolenia. Przywrócono wówczas linię nr 2, które jeździły z Kucelina do ul. 16 Stycznia, zaś linia nr 1 pokonywała całą trasę do Wyzwolenia.
W tym samym roku utworzono linię „66” z ul. Focha przez Rększowice i Łaziec do Kopalni oraz „65bis” jako wariant „65”, ale przez Słowik i Korwinów. Wydłużono także „55” od Lubojny do Lubojenki, a „58 bis” skierowano przez Kusięta. W mieście linię „12” wydłużono do zakładów produkcji tapet na Gnaszynie, a „13” poprowadzono ul. Orlik-Rückemanna. Rok później powstały kolejne linie: „54 bis” do Kalei oraz do Truskolas przez Wręczycę i „56 bis” do Marianki Rędzińskiej, a „21” skierowano przez ul. Dekabrystów do Dąbrowskiego. W styczniu 1986 roku przez ul. Jagiellońską i Orkana do skrzyżowania z ul. 11 Listopada poprowadzono wariant linii „26” – „26 bis”. W tym czasie linię „15” wydłużono do Kukuczki przez Michałowskiego, a „16” i „20” o jeden przystanek w ciągu ul. Bór. Ponadto przemianowano linię „58 bis” na „67”. Jednocześnie linię „26 bis” przemianowano na „27” i skrócono do III Alei.
W 1987 roku „56” przedłużono od Rudnik do Konina, a „27” przedłużono od ul. 11 Listopada do pętli przy Jesiennej. W 1989 roku linia „26” dotarła na Jesienną, a „22” skierowano z Rząsawy przez ul. Nowowiejskiego do dworca na Stradomiu. Kilka miesięcy później uruchomiono także linię „28” z Daszyńskiego do szpitala przy ul. Nowobialskiej, która obsługiwała nowe osiedle Parkitka. Na placu Daszyńskiego zaczynały się także kursy nowej linii „29” do ul. Malowniczej.

### Okres transformacji ustrojowej

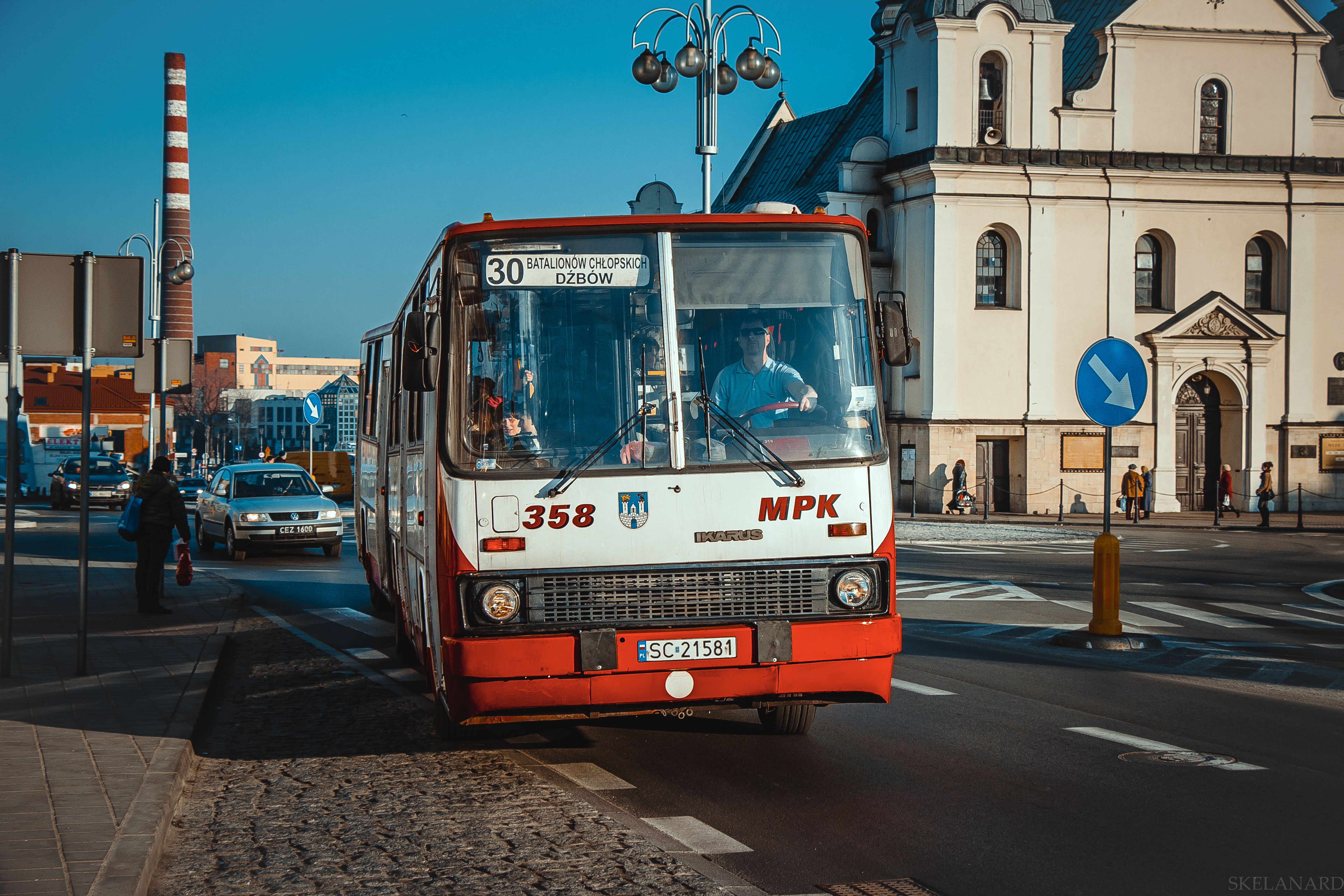
Ikarus 280 linii nr 30 przy placu Daszyńskiego

W 1990 roku linię „1” skrócono do dworca na Rakowie, ale po negocjacjach z hutą przywrócono poprzedni układ linii, jednocześnie wyremontowano ten odcinek torowiska. Ponadto wydłużono linię „17” do Liszki Dolnej, „29” skierowano przez ul. Sobieskiego i Pułaskiego, „63” wydłużono w Dźbowie, a „53” do ul. Łąkowej w Poczesnej. Rok później likwidacji uległy linie „22” i „25”, które na peryferyjnych odcinkach zastąpiła wydłużona linia „14”. W związku ze zmianą ustroju nastąpiło zmniejszenie środków na komunikację publiczną i znaczące zmniejszenie częstotliwości kursowania poszczególnych linii.
Miasto w 1991 roku zażądało też od sąsiadujących gmin udziału w kosztach utrzymania MPK, co spotkało się ze sprzeciwem części gmin i w konsekwencji likwidacją części linii podmiejskich. Zlikwidowano linie „55”, „56 bis”, „57” i „59”. W tym samym roku powstało GZK Rędziny, które przejęło obsługę linii „56” (przemianowanej na „R”), „56 bis” (przemianowanej na „Rm”) i utworzyło linię „Rk” do Karoliny. Część gmin zrezygnowała z usług MPK, ale po problemach z prywatnymi przewoźnikami powróciła do współpracy z miejskim przewoźnikiem (Olsztyn, Blachownia). W pozostałych gminach obsługę przejął PKS Częstochowa. Przez kilka miesięcy kursowała także nocna linia autobusowa (Jesienna-Rakowska-Wojska Polskiego-Krakowska-Aleje-Popiełuszki-Rynek Wieluński-św. Rocha-Wręczycka). W tym roku wprowadzono też do sprzedaży na wolnym rynku bilety okresowe, a miasto stało się pierwszym w kraju, które obniżało wysokość mandatu za jazdę bez biletu o 25%, jeśli zapłaty dokonano w ciągu 7 dni. Pod koniec 1991 roku „25” ponownie przedłużono do ul. Malowniczej, do Kucelina wydłużono linię „28”, na Parkitkę linię „27”. Linię „16” skierowano ulicą Szajnowicza zamiast Okólną i wydłużono od cmentarza Kule do ul. Kukuczki.
W 1992 roku zaczęto informatyzację procesu przygotowywania rozkładów jazdy oraz utworzono nowe linie autobusowe. Powstała wówczas linia „22” w relacji Gnaszyn-Rolnicza, która zastąpiła zlikwidowaną linię podmiejską „52”. Linie podmiejskie do gminy Konopiska na miejskim odcinku zastąpiła linia „30”, a w miejsce zlikwidowanych linii do gminy Olsztyn utworzono linię „31”. Do gminy Poczesna skierowano nową linię „68”. Zmianie uległa trasa linii „28”, którą skierowano przez al. AK, a „25” poprowadzono Jagiellońską zamiast Piastowskiej. Jesienią 1992 roku zlikwidowano zajezdnię na ul. Wilsona.
W 1998 roku przemianowano linię „12 bis” na „32” i skierowano ją z pl. Biegańskiego przez al. Jana Pawła i ul. Okulickiego. Powstała także linia „33” w relacji Północ-Parkitka-supermarket Tesco, ale z powodu nieatrakcyjnej trasy została zlikwidowana. Rok później wprowadzano obowiązkowe przerwy posiłkowe dla kierowców, co zniszczyło regularność rozkładów jazdy. W 2000 roku ograniczenia w kursowania autobusów były coraz większe z powodu kłopotów finansowych.
W latach 1998–2000 wyremontowano częściowo linię tramwajową. 1 kwietnia 2000 roku zlikwidowano MZK i powołano jednoosobową spółkę gminy – MPK.

### Reforma BIT-u
W lutym 2002 roku w komunikacji tramwajowej wydłużono kursowanie wszystkich tramwajów na północy miasta do pętli przy ul. Fieldorfa, a jednocześnie wprowadzono na południu kursy skrócone do pętli „Raków dworzec” oznaczono jako „2”, a jadące do huty opisano jako „1”. Był to pierwszy etap reformy opracowanej we współpracy z firmą BIT.
1 lipca 2002 roku przeprowadzono dużą reformę układu linii autobusowych i tramwajowych, wprowadzając następujące zmiany:
- „14” z II Alei skierowano ulicami Nowowiejskiego/Kilińskiego i Korczaka do Sabinowskiej (wcześniej Wolności, 1 Maja), a na południu miasta z Żyznej do pętli przy Korkowej zamiast do Malowniczej
- „15” skierowano na nową trasę: Gombrowicza – Fieldorfa – Dekabrystów – Dąbrowskiego/Kilińskiego – Nowowiejskiego/Śląska – Sobieskiego – Niepodległości – Bór – Bór-Wypalanki (wcześniej Wyzwolenia, Sosabowskiego, Michałowskiego, Kiedrzyńska, Dekabrystów, Armii Krajowej, Jana Pawła II, Warszawska, I Aleja, Wolności, Sobieskiego, Pułaskiego, Dworzec Stradom)
- „16” z Pułaskiego skierowano przez Sobieskiego, Niepodległości, Bór do pętli Bór-Wypalanki, zamiast do dworca Stradom
- „17” skierowano z II Alei przez Nowowiejskiego/Śląską i Korczaka do Piastowskiej (wcześniej: II Aleja, Wolności, 1 Maja, Piastowska), a na Wyczerpach linię skrócono do Wyczerp Dolnych
- „18” skierowano na nową trasę na zachodzie miasta. Od pętli Parkitka szpital przez Nowobialską, Okulickiego, Dekabrystów, Armii Krajowej do II Alei (wcześniej z pętli Cmentarz Rocha przez Jadwigi, Barbary, 7 Kamienic, Pułaskiego, III Aleję do II Alei). Ponadto na Mirowie linię skierowano do Bursztynowej zamiast do Pegaza
- „19” na części kursów skrócono z Żabińca do pętli Grabówka. Ponadto linię skierowano z Rocha przez Jadwigi, Barbary, 7 Kamienic i Pułaskiego do III Alei (wcześniej Rocha, Jana Pawła, Popiełuszki do III Alei).
- „22” skierowano na nową trasę na północy i w centrum miasta: z pętli Gombrowicza przez Fieldorfa, Michałowskiego, Wyzwolenia, Armii Krajowej, Kiedrzyńską, Dekabrystów, Dąbrowskiego/Kilińskiego, Nowowiejskiego/Śląską do Sobieskiego (wcześniej z pętli Rolnica przez Dekabrystów, Armii Krajowej, Jana Pawła II, Warszawska, I Aleja, Wolności do Sobieskiego)
- „25” skierowano od ul. Dąbrowskiego/Kilińskiego skierowano przez Jana Pawła II, Szajnowicza-Iwanowa, Obrońców Westerplatte, Wyzwolenia, Fieldorfa, Sosabowskiego do pętli przy Kukuczki (wcześniej z Dąbrowskiego/Kilińskiego przez Jana Pawła II, Armii Krajowej, Wyzwolenia, Fieldorfa do pętli przy Gombrowicza)
- „28” od ul. Okulickiego skierowano przez Dekabrystów, Dąbrowskiego/Kilińskiego do pl. Biegańskiego (wcześniej przez Dekabrystów, Armii Krajowej, Jana Pawła II, Dąbrowskiego/Kilińskiego do pl. Biegańskiego)
- „30” od pętli przy Wolności wydłużono przez Sobieskiego, Nowowiejskiego/Śląską, II Aleję, I Aleję, Warszawska i Rędzińską do pętli przy Batalionów Chłopskich

Ponadto utworzono nowe linie. „33” zastąpiło na miejskim odcinku zlikwidowaną podmiejską linię „63”, ale zamiast przez Sobieskiego do pętli przy Wolności, autobusy tej linii pojechały Pułaskiego, III Aleją, II Aleją, I Aleją, Mirowską, Srebrną, Mirowską i Mstowską do pętli Mirów Pegaz. Linia „34” połączyła ul. Batalionów Chłopskich przez Rędzińską, Warszawską, Krakowska, Wojska Polskiego, 11 Listopada do Jesiennej. Bez zmian pozostały trasy linii 11, 12, 13, 20, 21, 23, 24, 26, 27, 31, 32. Likwidacji uległy wszystkie linie z „bis” w nazwie.
Wobec znaczących protestów pasażerów i gwałtownego spadku liczby pasażerów, wycofano się w większości z reformy. W układzie komunikacyjnym pozostało jednak m.in. wykorzystanie ciągu Dąbrowskiego/Kilińskiego i Nowowiejskiego/Śląska dla ruchu autobusów przy jednoczesnym ograniczeniu komunikacji autobusowej wzdłuż linii tramwajowych.
Już 1 marca 2003 roku została wprowadzona modyfikacja części tras zreformowanych w lipcu poprzedniego roku:
- linię „17” zamiast ulicami Pułaskiego i Sobieskiego poprowadzono 1 Maja, Wolności i Sobieskiego
- linię „18” od II Alei zamiast Armii Krajowej, Dekabrystów, Okulickiego i Nowobialską do szpitala na Parkitce poprowadzono III Aleją i Pułaskiego do dworca na Stradomiu.
- linię „23” zamiast ul. Pułaskiego i III Aleją do II Alei poprowadzono Sobieskiego i Śląską
- linię „28” zamiast z Dekabrystów przez Dąbrowskiego i II Aleję poprowadzono Armii Krajowej, Jana Pawła II i Dąbrowskiego do II Alei

Ponadto uruchomiono linię „29” w relacji od pętli przy cmentarzu Rocha przez ul. Krzysztofa, Okulickiego, Dekabrystów, Kiedrzyńską, Wyzwolenia, Michałowskiego, Sosabowskiego, Wyzwolenia i Fieldorfa do pętli przy Gombrowicza. Miesiąc później przedłużono linię „15” od pętli przy Gombrowicza przez ul. Fieldorfa, Sosabowskiego i Kukuczki do pętli przy ul. Kukuczki, linię „31” zamiast przez ul. Krakowską skierowano okrężną trasą przez Wojska Polskiego, Legionów, Faradaya i Mirowską. Od kwietnia także linię „34” przekształcono z kursującej w dni robocze na całotygodniową oraz uruchomiono linię „35” z ul. Jesiennej przez Rakowską, Limanowskiego, Łukasińskiego, Pokoju i Wojska Polskiego, Legionów do Hallera.
Linie „29” i „35” uruchomiono testowo na okres pół roku, po czym ich kursowanie utrwalono.
W lipcu 2003 wprowadzono na trzy miesiące zasadę wpuszczania pasażerów pierwszymi drzwiami. Od 1 marca 2004 roku zasadę „pierwszych drzwi” wprowadzono na stałe, potem stopniowo się z niej wycofując.
1 lipca 2003 roku zmieniono trasę linii „15”, której dołożono na części kursów wjazdy kieszeniowe do pętli przy Rolniczej. Zmieniono trasę linii „16”, którą od ul. Pułaskiego skierowano ul. Sobieskiego do dworca głównego, zamiast do dworca Stradom. „19” skierowano od Rynku Wieluńskiego przez Jana Pawła i Dąbrowskiego/Kilińskiego do pl. Biegańskiego, a nie jak wcześniej przez Popiełuszki i III Aleję. „18” skierowano z Pułaskiego przez Kordeckiego i Jadwigi do pętli przy cmentarzu Rocha, podczas gdy wcześniej jechała Pułaskiego do dworca Stradom. Trasę linii „29” wydłużono na zachodzie od ul. Krzysztofa przez Rocha do pętli Grabówka oraz dodano wjazdy kieszeniowego każdego kursu przez Nowobialską do szpitala na Parkitce. Utworzono także linię „36” w relacji Kiedrzyn – Ludowa – Kisielewskiego – Obrońców Westerplatte – Szajnowicza – Popiełuszki – III Aleja – Nowowiejskiego/Śląska – Korczaka – Monte Cassino – dworzec Stradom.
Pod koniec 2006 roku autobusy i tramwaje oznaczono herbem miasta.
1 lipca 2007 roku wygasła umowa o obsłudze gminy Blachownia. Tym samym likwidacji uległy linie 51, 52 i 62, a ich obsługę na zlecenie gminy przejął PKS Częstochowa.
Wiosną 2008 roku uruchomiona została nocna komunikacja autobusowa złożona z czterech linii weekendowych (N1, N2, N3, N4).

### Budowa tramwaju na Błesznie
13 listopada 2009 roku zostały ogłoszone wyniki konkursu na dotacje z funduszy Regionalnego Programu Operacyjnego Województwa Śląskiego na lata 2007–2013 finansowanego przez Unię Europejską w ramach Europejskiego Funduszu Rozwoju Regionalnego. Projekt częstochowskiego MPK, dotyczący zakupu nowych tramwajów, sklasyfikowano na 2. miejscu, zaraz za projektem Urzędu Miasta Częstochowy na rozbudowę sieci tramwajowej do dzielnic Wrzosowiak, Błeszno oraz Raków. Całkowity koszt rozbudowy sieci tramwajowej (wraz z zakupem taboru) wyniesie ok. 162 miliony złotych, z czego dotacja unijna, to 128 milionów złotych (w tym prawie 44 miliony złotych dla MPK Częstochowa na tramwaje).

### Przejęcie organizacji komunikacji przez miasto
Od 1 stycznia 2010 roku organizację komunikacji miejskiej od MPK przejął Urząd Miasta Częstochowy i powierzył ją swojej jednostce, Miejskiemu Zarządowi Dróg i Transportu.
1 stycznia 2010 roku utworzono dwie linie próbny okres sześciu miesięcy:
- 37: Makuszyńskiego – Brata Alberta – Pileckiego – Fieldorfa – Dekabrystów – Szajnowicza – Popiełuszki – Pułaskiego – Sobieskiego – dworzec główny
- 38: Dźbów – Malownicza – Zdrowa – Żyzna – Sabinowska – Jagiellońska – Pokoju – dworzec Raków z wjazdami kieszeniowymi do pętli przy Malowniczej

1 lipca 2010 r. wprowadzono zmianę trasy linii 37, dostosowując ją do wniosków pasażerów proszących o połączenie dzielnicy wokół ulicy Makuszyńskiego z centrum handlowym M1 i pl. Biegańskiego. Ponieważ nowa trasa pokrywała się częściowo z przebiegiem linii 36, tę drugą zlikwidowano. Odtąd linia „37” przebiegała trasą: Makuszyńskiego – Brata Alberta – Pileckiego – Michałowskiego – Obrońców Westerplatte – Dekabrystów – Dąbrowskiego/Kilińskiego – Nowowiejskiego/Śląska – Korczaka – dworzec Stradom. Trasy linii „38” nie zmieniano.
28 kwietnia 2011 roku zmieniono trasy linii 26 i 27, kierując je z II Alei przez al. Kościuszki i Jana Pawła do Szajnowicza. Był to pierwszy etap zmian układu komunikacyjnego, ponieważ władze miasta poinformowały, że wniosek o dotację unijną na remont Alej przewiduje usunięcie z nich autobusów. 23 maja zlikwidowano linię 34, wzmacniając jednocześnie linię 20, a autobusy linii 21 skierowano z ul. Krakowskiej przez Warszawską i al. Jana Pawła do ul. Kilińskiego z pominięciem Alej (w ramach usuwania autobusów z Alej).

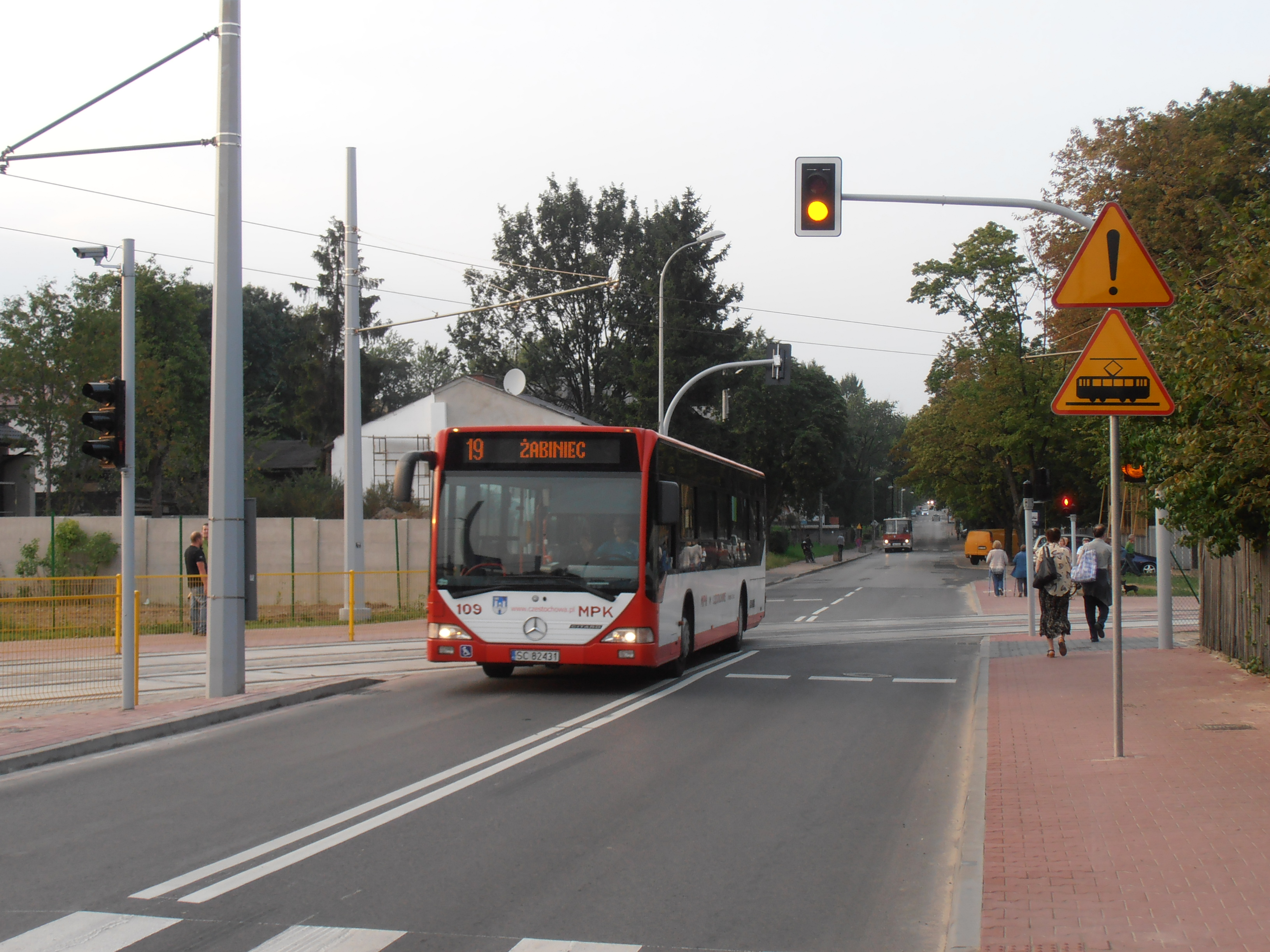
Mercedes Citaro O530 na ul. Limanowskiego

2 sierpnia 2011 roku linię 21 zlikwidowano, w dzielnicy Kiedrzyn zastępując ją wydłużoną z ul. PCK linią 13. Linię 29 skierowano jednocześnie zamiast ul. Dekabrystów i Kiedrzyńską przez ul. Kilińskiego i PCK do Wyzwolenia, a linię 24 skierowano w zamian na trasę przez Kiedrzyńską i wydłużono jej trasę na południu do pętli Błeszno.

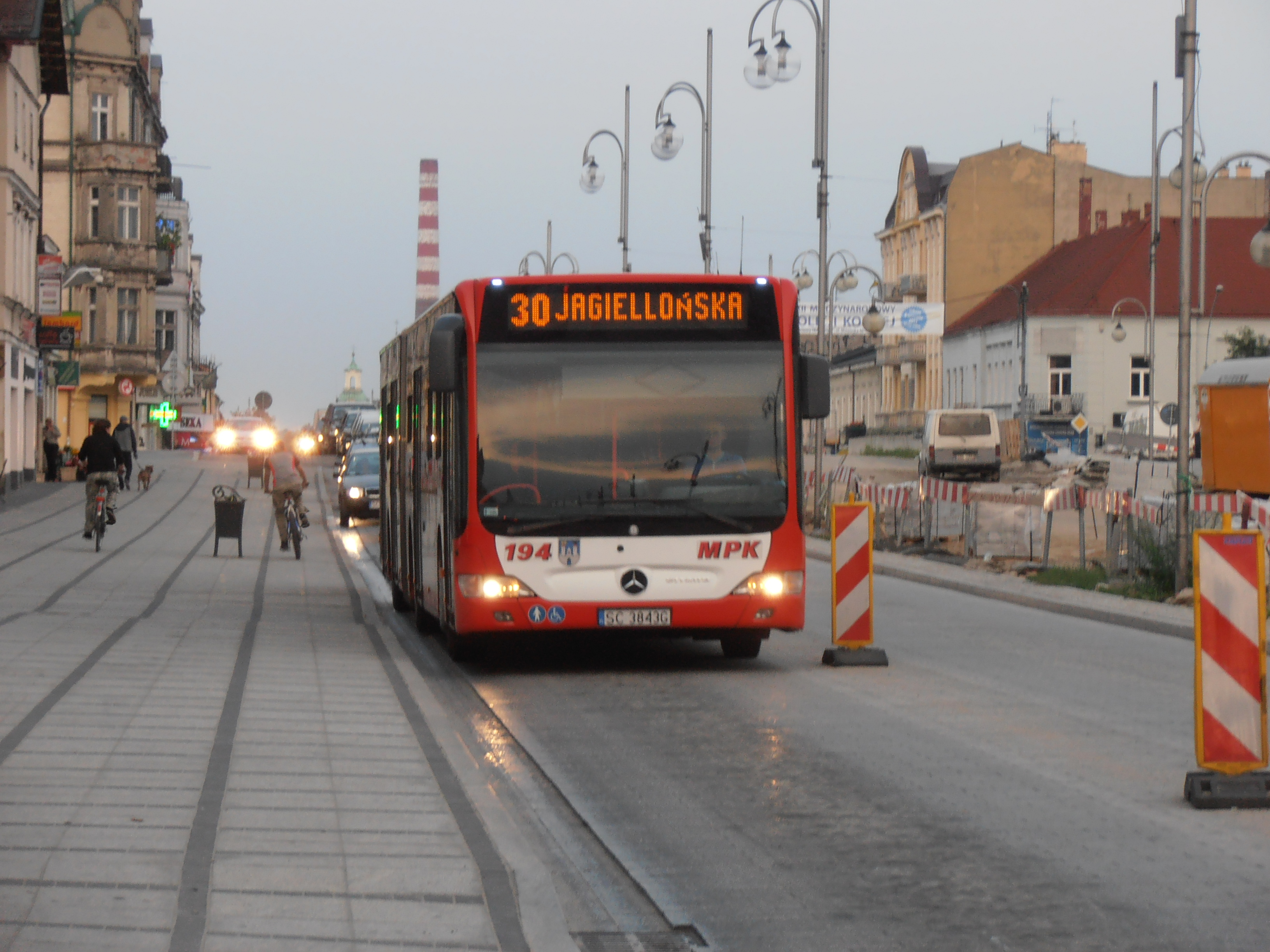
Mercedes Citaro O530G w II Alei

Od 2 września 2011 roku linię 27 przemianowano na 10. Zlikwidowana została natomiast linia 33, którą w Gnaszynie i Dźbowie zastąpiła nowa linia 22A w relacji Dworzec Gnaszyn – Leśna, a na Mirowie linia 26, którą skierowano tam z Grabówki (wcześniej jeździła na Wrzosowiak). Likwidacji uległa też linia 18, którą w dzielnicy Podjasnogórskiej zastąpiło 31 skierowane przez Wolności i Sobieskiego do cmentarza Rocha i dalej do cmentarza komunalnego. Linia 22A wobec protestów mieszkańców Górnego Gnaszyna zlikwidowano już 16 września, tworząc linię 21 w relacji Leśna-Piłsudskiego/Stadion Miejski. 1 stycznia 2012 r. linię 25 skierowano do Kawich Gór w miejsce zlikwidowanej linii 37, a stamtąd do osiedla Wyczerpy Dolne. Natomiast 1 maja 2012 r. zmodyfikowano trasę linii 13, kierując ją przez Kisielewskiego, AK, Kiedrzyńską, Dekabrystów, AK, PCK, po czym już 20 lipca połowę kursów skierowano na starą trasę.
Z końcem sierpnia 2012 roku Rada Miasta wprowadziła bilet 45-minutowy w miejsce 30-minutowego. 3 września uruchomiono linię tramwajową nr 3, kursującą z pętli Fieldorfa-Nila do nowej pętli Stadion Raków. Przy okazji linię 10 skierowano na Błesznie przez ul. Zesłańców Sybiru, tak by na Jagiellońskiej i Orkana nie dublowała tramwaju. Linię 20 usunięto natomiast z ul. Bohaterów Katynia i przeniesiono na ul. 11 Listopada. Zmianie uległy też trasy komunikacji nocnej. Weekendowy autobus N4 przeniesiono z ulic Jagiellońskiej, Orkana i Jesiennej na al. Wojska Polskiego, a na ww. ulice skierowano codzienny tramwaj N0, dotychczas kursujący al. Pokoju.
4 grudnia 2012 roku linia 15 została wydłużona wzdłuż ul. Bór, od pętli Bór-Wypalanki do pętli Korkowa. Powodem wydłużenia jest likwidacja pętli Bór-Wypalanki związana z przebudową skrzyżowania ulic Bór i Wypalanki. 1 kwietnia 2013 roku częstotliwość linii 35 zmniejszono z 60 do 120 minut. Na odcinku Legionów – estakada brakujące kursy zastąpiła nowa linia 36, która następnie tak jak 35 wykonuje pętlę wokół Rakowa, jednakże w przeciwnym kierunku. Miesiąc później linia 29 została wydłużona od dotychczasowej pętli Grabówka ulicami Ikara i Radomską do pętli Cmentarz komunalny.
1 maja 2014 roku wprowadzony został kolejny wariant komunikacji w śródmieściu. Do I Alei skierowano linie 11, 13, 30 i 32, natomiast linie 10 i 17 zostały przetrasowana na ul. Katedralną i Garibaldiego. Powstała także nowa linia 27 w relacji Kawodrza Górna – pl. Daszyńskiego, funkcjonująca jako linia szczytowa obsługująca dotychczasowe skrócone kursy linii 17. Od 1 lipca zniesziona została taryfa nocna, a w komunikacji nocnej wprowadzono bilety stosowane w komunikacji dziennej, w tym bilety okresowe. 20 lipca uruchomiona została bezpłatna linia tramwajowa o oznaczeniu Z3. Obsługiwana taborem zabytkowym linia funkcjonuje w niedziele w okresie letnim, kursuje na trasie identycznej, jak regularna linia 3. 12 sierpnia linia 38 została wydłużona od pętli Dźbów ulicą Leśną do pętli Leśna, a 1 września linię 21 wydłużono od pętli Stadion Miejski ulicą Olsztyńską do pętli Olsztyńska oraz uruchomiono przystanki Raków – dworzec PKP dla linii 19 i 31. Na początku listopada zmieniono natomiast trasy linii 15 i 16, likwidując wjazdy kieszeniowe na ul. Rolniczą, ponieważ ulokowana tam siedziba urzędu skarbowego została przeniesiona w inne miejsce, a już 1 grudnia wydłużono kursowanie linii 16 do dworca kolejowego Stradom w związku ze zwiększeniem na nim ilości pociągów. Autobusy skierowano od dworca autobusowego pętlą przez al. Wolności, pl. Rady Europy, ul. Orzechowskiego do al. Wolności, a następnie przez ul. 1 Maja i Pułaskiego.
Od 1 stycznia 2015 roku linia 26 została wydłużona od pętli Mirów-Pegaz do miejscowości Siedlec.
30 kwietnia 2016 r. z powodu remontu zawieszono kursowanie nocnej komunikacji tramwajowej, wprowadzono zastępczą komunikację autobusową. 20 sierpnia linię 30 podzielono na dwie linie: 30A (Batalionów Chłopskich–II Aleja) i 30B (Gościnna–Piłsudskiego). Już 1 września linię 30A oznaczono numerem 30, linię 30B numerem 33, a ponadto linię TN numerem 80, linię N1 numerem 81, linię N2 numerem 82, linię N3 numerem 83, linię N4 numerem 84. Uruchomiono także nową linię 18 w relacji Dworzec Główny PKP–Wolności–II Aleja–Mirowska-Złota Góra–Hektarowa/Batalionów Chłopskich. Od 1 października niektóre kursy linii 11 zostały wydłużone do nowej pętli Kusięcka-KSSE, a część kursów linii 18 skierowano przez ul. Morenową i Srebrną, zaś linię 26 przeniesiono z Morenowej i Mirowskiej na Komornicką.
1 maja 2017 r. wydłużeniu uległa linia 12, której część kursów przedłużono do pętli Gnaszyn-Dworzec PKP. Od 1 lipca zdecydowano o wydłużeniu trasy linii w dzielnicy Północ przez ulice Fieldorfa-Nila i Sosabowskiego do pętli Kukuczki, a w dzielnicy Raków przez Limanowskiego i Łukasińskiego do pętli Raków-Dworzec PKP. Tym samym nocna linia nr stała się oficjalnie linią autobusową, ponieważ zaczęła obsługiwać także ulice nieposiadające torowisk tramwajowych. W związku ze zmianą linii 80 na autobusową zaplanowano także budowę brakujących przystanków autobusowych w ciągu al. Niepodległości, al. Wolności i al. Kościuszki. Również 1 lipca wprowadzono zmianę w trasie okrężnej linii 84, która zaczęła wykonywać pętlę uliczną w południowych dzielnicach przez al. 11 Listopada, ul. Zesłańców Sybiru, Bohaterów Katynia, Rakowską i al. Wojska Polskiego. 1 września część kursów linii 12 skierowano przez Wielkoborską i Tatrzańską do pętli Gnaszyn-Dospel, a linię 20 skierowano przez ulice Wypalanki i Poselską do Korkowej, przy czym część z nich wydłużono do Brzezin. Od września uruchomiono także linię 27 w relacji Stradom Dworzec PKP – Kusięcka KSSE. Miesiąc później dokonano podziału linii nr 12, wydzielając kursy przez ulice Tatrzańską i Wielkoborską do pętli Gnaszyn-Dospel jako linię 34, natomiast jako linię 12 oznaczono wyłącznie kursy przez ulice Dobrzyńską i Lwowską do pętli przy przystanku kolejowym na Gnaszynie. Od 1 listopada linię 24 skierowano do pętli Jesienna zamiast do pętli Błeszno.
Z początkiem 2018 r. zdecydowano o wprowadzeniu na linii 24 wjazdów kieszeniowych na pętlę Błeszno. W lipcu miasto ogłosiło przetarg na montaż 50 tablic dynamicznej informacji pasażerskiej. Latem PKS Częstochowa wycofał się z obsługi wszystkich kursów obsługiwanych komercyjnie. Gminy Blachownia (151, 152,161, 162) i Konopiska zdecydowały o uruchomieniu komunikacji (101, 102, 103). Oba systemy obsługiwał w drodze zlecenia GTV BUS z Ozimka.
W grudniu 2018 r. miasto, PKP SA i PKS Częstochowa podpisały porozumienie dotyczące przebudowy dworca głównego, w ramach którego przewidziano centrum przesiadkowe obejmujące autobusy podmiejskie, regionalne i dalekobieżne. We wrześniu następnego roku na najbardziej obleganych przystankach rozpoczęto montaż systemu dynamicznej informacji pasażerskiej. Od 1 września 2019 r. nastąpiło połączenie linii nr 30 i 33 w linię nr 30 relacji w relacji Jaskrów Wille–Wąsosz, jednak od 21 września linia została ponownie podzielona na linie nr 30 (Jaskrów Wille–II Aleja) i nr 33 (Wąsosz–I Aleja).
Od 1 lipca 2020 r. istniejące linie nr 15 i 27 przejęły obsługę zlikwidowanych jednocześnie linii 16 i 34 – 15 kursowała odtąd po trasie linii 16 na odcinku od pętli Fieldorfa do głównego dworca kolejowego (tj. na całej trasie likwidowanej linii 16), a następnie po dotychczasowej trasie linii 15 do pętli Korkowa; natomiast linia 27 kursowała odtąd bez zmian po dotychczasowej trasie od pętli w SSE przy Kusięckiej do dworca głównego, a dalej po trasie linii 34 do pętli na Gnaszynie. Od 1 lutego linia 13 miała zostać przedłużona do wsi Wierzchowisko, ale ostatecznie stało się to 1 sierpnia. Natomiast od 1 września część kursów linii nr 30 została przedłużona na terenie gminy Mstów przez Jaskrów, Wancerzów, Mstów do pętli we wsi Siedlec.

### Powrót autobusów do Alej
Od 1 stycznia 2021 r. wprowadzono wjazdy pod dworzec Stradom dla linii nr 15 i nr 37, a także skierowano linię nr 21 do pętli Dźbów KSSE Skorki zamiast pętli Dźbów Leśna. Linię nr 38 przedłużono z kolei od przystanku Dźbów do pętli Przyjemna. Od 10 grudnia autobusy linii nr 10, 11, 13 , 14, 17, 18, 21, 26, 27, 28, 30 i 37 zostały wycofane z ulic Katedralnej, Garibaldiego oraz Wilsona i skierowane przez I Aleję i pl. Daszyńskiego, gdzie odtworzono dawny węzeł przesiadkowy, który zlikwidowano w 2013 r.
W 2022 r., w porównaniu do 2021 r., zanotowano wzrost przychodów z biletów z poziomu 10 mln zł do 24 mln zł. Od 1 lipca 2022 r. linię nr 25 skierowano ulicami Żyzną i Malowniczą do pętli Malownicza w zamian za linię 69, którą skierowano ul. Żyzną przez Brzeziny Nowe i Sobuczynę, ale już 20 lipca nastąpiło wydłużenie trasy linii nr 25 od pętli Malownicza przez Sobuczynę, Brzeziny Nowe i Brzeziny-Kolonię do pętli Brzeziny. Od 1 października linię nr 14 skierowano przez Brzeziny Nowe i Sobuczynę do pętli Malownicza, linię nr 20 przedłużono przez ul. Korkową oraz Brzeziny-Kolonię do pętli Brzeziny, a linię nr 25 skrócono z Brzezin do pętli Malownicza. Od listopada autobusy linii nr 21 przekierowano przez ul. Złotą i uruchomiona została nowa linia nr 39 na trasie Kręciwilk – ul. Limanowskiego – al. Pokoju – Zajezdnia.
Od 1 lipca 2024 r. linię nr 10 skierowano do pętli Jesienna, a linię nr 24 skierowano przez ul. Bohaterów Katynia do pętli Błeszno. Linię nr 21 zlikwidowano, zastępując ją linią nr 11, którą skierowano przez ul. Przejazdową, Busolową i Leśną do pętli Dźbów KSSE Skorki. Dodatkowo linię nr 27 między cmentarzem św. Rocha a Skwerem Sokołów skierowano przez ul. św. Jadwigi i 7 Kamienic, a na Zawodziu przez ul. Mirowską i Złotą. Linię nr 15 przetrasowano przez ul. Dąbrowskiego, Nowowiejskiego, Korczaka i Aleję Bohaterów Monte Cassino. Duża zmiana nastąpiła dla linii nr 15 i 19 w południowej części miasta: linię nr 15 skierowano zamiast linii nr 19 ulicami Orkana, Jesienną, Limanowskiego i al. Pokoju do pętli Kucelin, zaś linię nr 19 zamiast linii nr 15 skierowano ul. Sabinowską i Bór do pętli Brzeziny. Linia nr 35 została skierowana przez ul. z Orlik-Rückemanna, Orlą i al. Pokoju. Już od 1 sierpnia linię nr 15 ponownie poprowadzono przez ul. Szajnowicza-Iwanowa i Pułaskiego, a linię nr 19 przez ul. Dąbrowskiego i Nowowiejskiego.
Od 1 stycznia 2025 r. linia 26 przestanie kursować na Żabiniec i znów będzie kończyć oraz zaczynać trasę na Grabówce. Linia nr 32 po wnioskach pasażerów zaczęła kursować od pl. Biegańskiego przez Nowowiejskiego (powrót Śląską), Korczaka, al. Bohaterów Monte Cassino, Piastowską, Sabinowską, Jagiellońską, Al. 11 Listopada, Zesłańców Sybiru, Bohaterów Katynia, Rakowską oraz Limanowskiego do pętli Stadion Raków.